# 七甸街道
七甸街道是中国云南省昆明市呈贡区下辖的一个街道，由昆明阳宗海风景名胜区管理委员会代管，位于呈贡区东北部，距呈贡区主城22公里，距昆明市18公里。东临宜良县，南接澄江市，北依昆明市官渡区。辖区面积126平方千米，2008年末，总人口为15425人。

## 自然地理
七甸辖区主要为低山、河谷地区，海拔2000～2450米。土壤贫瘠，气候冷凉，森林覆盖率为53.6%。矿产资源主要有铝土、石英。境内河流分属珠江水系和长江水系。

## 建制沿革
1963年设七甸公社，1984年改七甸公社为七甸区，1988年改为七甸乡，2009年撤乡设街道办事处，2010年起委托阳宗海管理委员会管理代管。

## 行政区划
七甸街道下辖10个社区：
七甸社区、头甸社区、广南社区、松茂社区、马郎社区、野竹社区、胡家庄社区、大哨社区、水塘社区和阳春社区。

## 特产
七甸土特产以七甸卤腐、鞭炮等较为知名。